# Ripabottoni
Ripabottoni è un comune italiano di 428 abitanti della provincia di Campobasso, in Molise.
È stato gravemente colpito nei giorni 31 ottobre e 1º novembre 2002 dal terremoto del Molise.

## Storia
La sua origine risale, probabilmente, all'epoca sannitica in quanto l'antico villaggio era posto su un lato del tratturo "Celano - Foggia" e al confine tra il Sannio Pentro e il Sannio Frentano. In passato era noto anche come Ripafrancone, dal nome della famiglia che ne fu feudataria tra la fine del XVII e il XIX secolo.

### Simboli
Lo stemma e il gonfalone sono stati concessi con decreto del presidente della Repubblica del 31 dicembre 1985.
Il gonfalone è un drappo partito di verde e di rosso.

## Monumenti e luoghi d'interesse

### Chiesa parrocchiale dell'Assunta
La chiesa fu costruita nel XVII secolo abbattendo l'antica chiesa di San Rocco e alcune case vicine su progetto del famoso architetto napoletano Ferdinando Sanfelice (1675-1748) per volontà del vescovo di Larino Giovanni Andrea Tria. La prima pietra fu posta il 6 maggio 1731 e si concluse entro il 1744 ad esclusione del campanile che a questa data era compiuto fino all'altezza di palmi 33. La facciata è tripartita con tre portali e una finestra centrale. Il campanile è medievale. L'interno barocco ha tre navate con un coro ligneo dell'Assunzione presso l'altare.

### Palazzo Cappuccilli
Si tratta di un imponente edificio del XIX secolo, in piazza Marconi, di fronte alla chiesa parrocchiale. Molto elegante nelle linee, era il Palazzo dove viveva una delle famiglie più facoltose del paese.

### Palazzo Francone
Struttura rettangolare che proviene dal castello medievale, modificato in età barocca. Il palazzo conserva muratura a scarpa e bastioni. L'ingresso principale è costituito da un arco a tutto sesto; anche le finestre hanno questo stile. il palazzo possiede anche un cortile.

## Società

### Evoluzione demografica
Abitanti censiti

## Amministrazione
Di seguito è presentata una tabella relativa alle amministrazioni che si sono succedute in questo comune.
| Periodo         | Periodo          | Primo cittadino      | Partito                               | Carica         | Note  |
| --------------- | ---------------- | -------------------- | ------------------------------------- | -------------- | ----- |
| 11 giugno 1985  | 28 maggio 1990   | Paolo Santoianni     | Democrazia Cristiana                  | Sindaco        | [ 8 ] |
| 28 maggio 1990  | 29 giugno 1992   | Pasquale Cappuccilli | Partito Socialista Italiano           | Sindaco        | [ 8 ] |
| 9 luglio 1992   | 24 aprile 1995   | Michele Frenza       | lista civica                          | Sindaco        | [ 8 ] |
| 24 aprile 1995  | 14 giugno 1999   | Michele Frenza       | Partito Democratico della Sinistra    | Sindaco        | [ 8 ] |
| 14 giugno 1999  | 14 giugno 2004   | Michele Frenza       | lista civica                          | Sindaco        | [ 8 ] |
| 14 giugno 2004  | 24 febbraio 2006 | Francesco Panunto    | lista civica                          | Sindaco        | [ 8 ] |
| 30 maggio 2006  | 16 maggio 2011   | Michele Frenza       | lista civica                          | Sindaco        | [ 8 ] |
| 16 maggio 2011  | 14 dicembre 2012 | Michele Frenza       | lista civica: insieme per Ripabottoni | Sindaco        | [ 8 ] |
| 30 gennaio 2013 | 27 maggio 2013   | Agnese Scala         |                                       | Comm. straord. | [ 8 ] |
| 27 maggio 2013  | 10 giugno 2018   | Orazio Civetta       | lista civica: uniti per Ripabottoni   | Sindaco        | [ 8 ] |
| 10 giugno 2018  | 14 maggio 2023   | Orazio Civetta       | lista civica: uniti per Ripabottoni   | Sindaco        | [ 8 ] |
| 14 maggio 2023  | in carica        | Orazio Civetta       | lista civica: uniti per Ripabottoni   | Sindaco        | [ 8 ] |